# Polícia Militar do Estado de Goiás
A Polícia Militar do Estado de Goiás é a força de segurança pública do estado brasileiro de Goiás, criada em 28 de julho de 1858, reformulada após o Estado Novo. Para fins de organização é uma força auxiliar e reserva do Exército Brasileiro, assim como suas coirmãs e integra o Sistema de Segurança Pública e Defesa Social brasileiro e está subordinada ao Governo do Estado de Goiás através da Secretaria Estadual de Segurança Pública (SSP).

## Surgimento das Polícias Militares
A origem das polícias militares no Brasil remonta a Minas Gerais, onde já existia, desde o período colonial, uma estrutura de força militar com atribuições semelhantes às de policiamento e controle social. Em 1775, ocorreu uma reorganização militar na capitania com a criação do Regimento Regular de Cavalaria de Minas (RRCM), considerado a célula Máter da Polícia Militar de Minas Gerais (PMMG). Essa reorganização substituiu os antigos terços por corpos auxiliares estruturados em regimentos, que passaram a atuar em funções internas, como patrulhamento e repressão. Destacava-se, entre suas principais atribuições, a proteção das rotas de escoamento do ouro pelas estradas reais até o litoral brasileiro, bem como a manutenção da ordem pública na capitania de Minas Gerais. Dessa forma, tal organização militar se consolidou como uma das mais antigas expressões de força policial estruturada no Brasil, sendo assim a polícia militar mais antiga do Brasil é a Polícia Militar de Minas Gerais. A legislação imperial também registra a criação de outras corporações policiais nas províncias, como em 1809 no Rio de Janeiro, 1818 no Pará, 1820 no Maranhão, 1825 na Bahia e Pernambuco, e em 1858 no Estado de Goiás.

## Histórico
Em 1874, por força da Resolução n.º 520, de 10 de julho de 1874, o Presidente da Província de Goiás, Antero Cícero de Assis, cria a força policial da Província de Goiás, de livre nomeação do Presidente da Província. Os anos se passaram e a força policial começou a ter uma participação ampliada de todas as casualidades que surgiram na região centro-oeste.No ano de 1863, foi obtido um terreno de 724 m², que serviu como sede da Polícia até 1936. Em 1865, o Paraguai invadiu o Mato Grosso, tendo assim uma guerra.

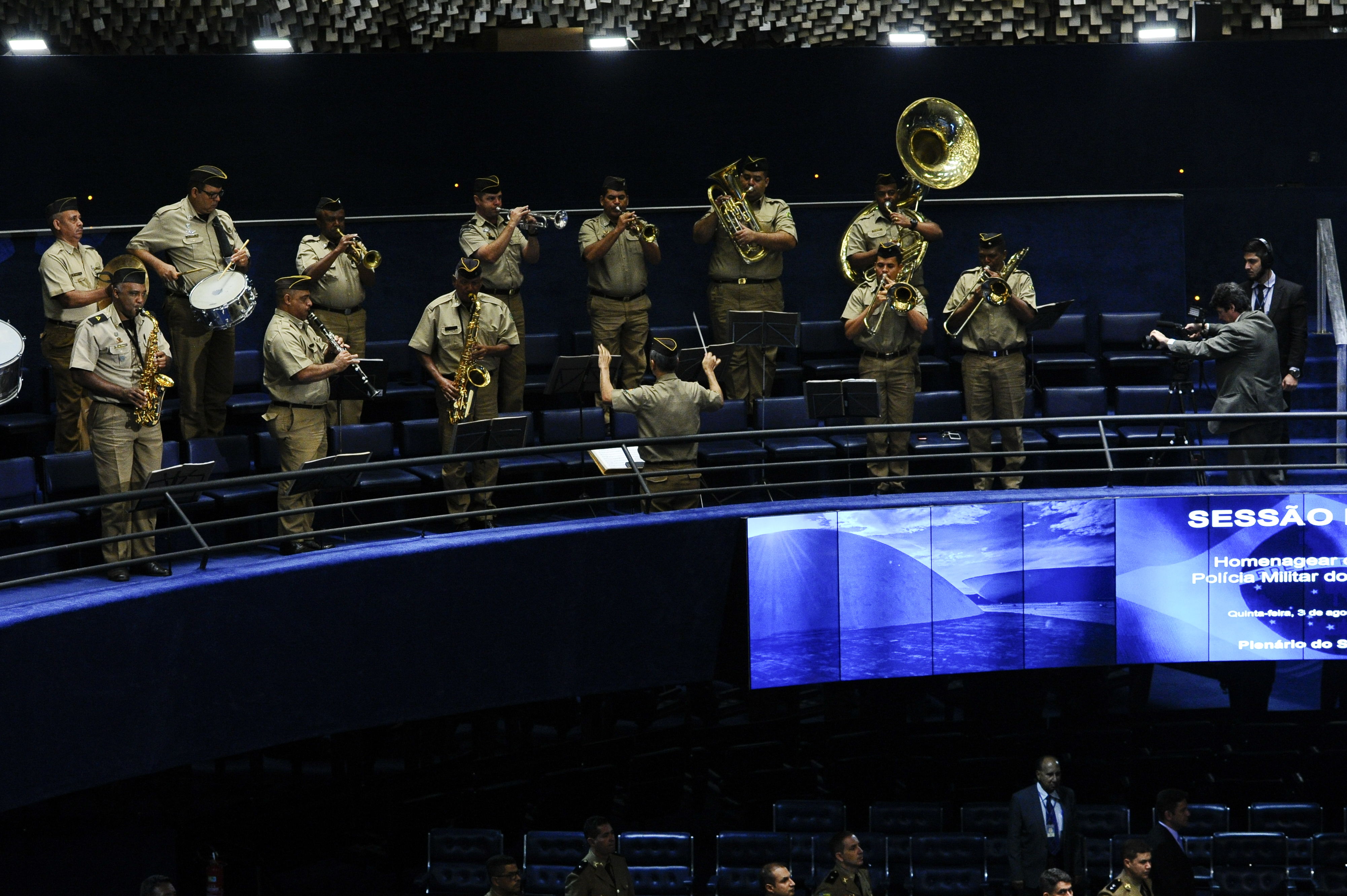
A Banda de Música da PM-GO, no Plenário do Senado Federal, durante celebração dos 159 anos da PM-GO.

Na Primeira República Brasileira, deu-se a institucionalização da Polícia do Estado. Criou-se em 1893 a Banda de Música da polícia goiana, sob a direção do alferes Joaquim Santana Marques. O Governador de Goiás detinha a patente de coronel, sendo o comandante-geral e Comandante em chefe da Polícia.
A atual denominação de Polícia Militar do Estado de Goiás surge no ano de 1935, na gestão de Pedro Ludovico Teixeira. O major Arnaldo de Morais Sarmento foi nomeado para a função de comandante-geral.
A PMGO possui também unidades especializadas como o Batalhão de Operações Especiais (BOPE), o Batalhão de Rondas Ostensivas Táticas Metropolitanas (ROTAM), o Batalhão Ambiental (BPMAmbiental), o Batalhão Rodoviário (BPRv), o Batalhão Rural (BPMRural), o Grupo de Radiopatrulha Aérea (GRAER), a Companhia de Policiamento Especializado (CPE), entre outras. A Polícia Militar de Goiás tem como patrono o alferes Joaquim José da Silva Xavier, o Tiradentes. Tem como lema “Patrimônio dos Goianos”, expressando compromisso com a proteção e o bem-estar da população do estado.

## Veículos
| Modelo                       | Tipo                    | Notas                 | Foto | Referências |
| ---------------------------- | ----------------------- | --------------------- | ---- | ----------- |
| Renault Duster               | Carro de patrulha       |                       |      | [ 10 ]      |
| Chevrolet Trailblazer (2012) | Carro de patrulha       | Versão ROTAM          |      |             |
| Chevrolet Trailblazer (2012) | Carro de patrulha       | Versão PM CHOQUE      |      |             |
| Chevrolet Trailblazer (2012) | Carro de patrulha       | Versão Força Tática   |      |             |
| Chevrolet Trailblazer (2012) | Carro de patrulha       | Versão GPT            |      |             |
| Chevrolet S10                | Carro de patrulha       | Versão Patrulha Rural |      |             |
| Tiger 800 XCA                | Moto de patrulha        | Versão GIRO           |      |             |
| Eurocopter AS350 Ecureuil    | Helicóptero de patrulha | Versão GRAER          |      |             |
| Mitsubishi L200              | Picape de patrulha      | Versão GRAER          |      |             |